# Strata Diocletiana
Strata Diocletiana ali Dioklecijanova cesta je bila utrjena cesta, ki je potekala vzdolž vzhodne puščavske meje (Limes Arabicus) Rimskega cesarstva. Njeno ime in napisi na miljnikih jasno kažejo, da je bila zgrajena pod cesarjem Dioklecijanom (vladal 284–305 n. š.) kot del obsežnih utrdb na vzhodni rimski meji. Ob cesti so bile na razdalji približno 20 rimskih milj (en dan hoda) zgrajene pravokotne utrdbe (quadriburgia). Cesta se je začela na južnem bregu reke Evfrat in potekala proti jugu vzhodno od Palmire in Damaska do severovzhodne Arabije.